# Chuck Connors
Kevin Joseph Aloysius "Chuck" Connors (Brooklyn, New York; 10 de abril de 1921-Los Ángeles, California; 10 de noviembre de 1992) fue un actor estadounidense, además de jugador profesional de baloncesto y béisbol, conocido principalmente por su papel protagonista en la serie western de la década de 1950 de la ABC The Rifleman. En América Latina fue conocido por su papel en el coronel Jason McCord en la serie  Marcado transmitido entre 1965 y 1966.

## Biografía

### Primeros años
Nació en el barrio de Brooklyn, en Nueva York. Sus padres eran Allan y Marcella (Lundrigan) Connors, inmigrantes del Dominio de Terranova. Su padre era estibador, y su madre ama de casa. Fue criado en un ambiente católico, y fue monaguillo en la Basílica Our Lady of Perpetual Help, en Brooklyn.
Fanático de los Brooklyn Dodgers, creció con el sueño de jugar para el equipo. Las habilidades atléticas de Connors le facilitaron una beca en la Adelphi Academy, estudiando más adelante en la Universidad Seton Hall de South Orange, Nueva Jersey. Tras dos años abandonó la universidad, y en 1942 se alistó en el Ejército de los Estados Unidos, en Fort Knox, Kentucky. Pasó la mayor parte de la guerra como instructor de carros de combate en Fort Campbell, Kentucky, y posteriormente en West Point, Nueva York.

### Carrera deportiva
Justo después de abandonar la universidad y antes de servir a su país desde el ámbito militar, Connors fue jugador de las Ligas Menores de Béisbol, actuando para los Newport Dodgers y los Norfolk Tars entre 1940 y 1942.
Tras dejar el Ejército de los Estados Unidos en febrero de 1946, Connors se unió al equipo de baloncesto Rochester Royals de la National Basketball League, siendo parte del plantel que se consagró campeón esa temporada. Luego volvió al béisbol para jugar nuevamente con los Newport Dodgers, esperando su oportunidad para debutar en las Grandes Ligas de Béisbol. 
Sin embargo en noviembre de 1946 aceptó nuevamente el desafío de jugar baloncesto profesional, pero esta vez para los Boston Celtics, un equipo que acababa de formarse para competir en la Basketball Association of America. En esa temporada Connors fue protagonista de un hecho curioso: fue el primer baloncestista de lo que luego sería la NBA en romper accidentalmente un tablero de anotación (aunque lo hizo a través de un tiro de campo de media distancia y no de una clavada como es más común que suceda). Tras completar la temporada 1946-47 de la BAA, retornó al béisbol para jugar con los Mobile Bears en una liga doble A, y luego volvió a fichar con los Celtics para lo que sería la temporada 1947-48 de la BAA. Empero tras disputar solamente 4 partidos dejó a los bostonianos para integrarse al equipo de entrenamiento de los Brooklyn Dodgers. De todos modos Connors sería luego cedido a los Royaux de Montréal, un club afiliado a los Dodgers que participaba de la International League, una liga triple A. Allí actuó como primera base entre 1948 y 1950, siendo campeón en sus dos primeras temporadas.
En 1949 pudo finalmente cumplir con su objetivo de jugar en las Ligas Mayores de Béisbol como parte de los Brooklyn Dodgers, aunque sólo actuó en un único partido el 1 de mayo de ese año ante los Philadelphia Phillies.
La carrera deportiva de Connors se extendió hasta 1952, jugando dos temporadas con Los Angeles Ángels en la Pacific Coast League. Tuvo también una nueva oportunidad en la MLB durante la temporada 1951 cuando fue convocado por los Chicago Cubs para jugar 66 partidos. 
Connors es uno de los 13 atletas que en la historia del deporte profesional americano ha jugado tanto en la Major League Baseball como en la National Basketball Association.

### Carrera interpretativa

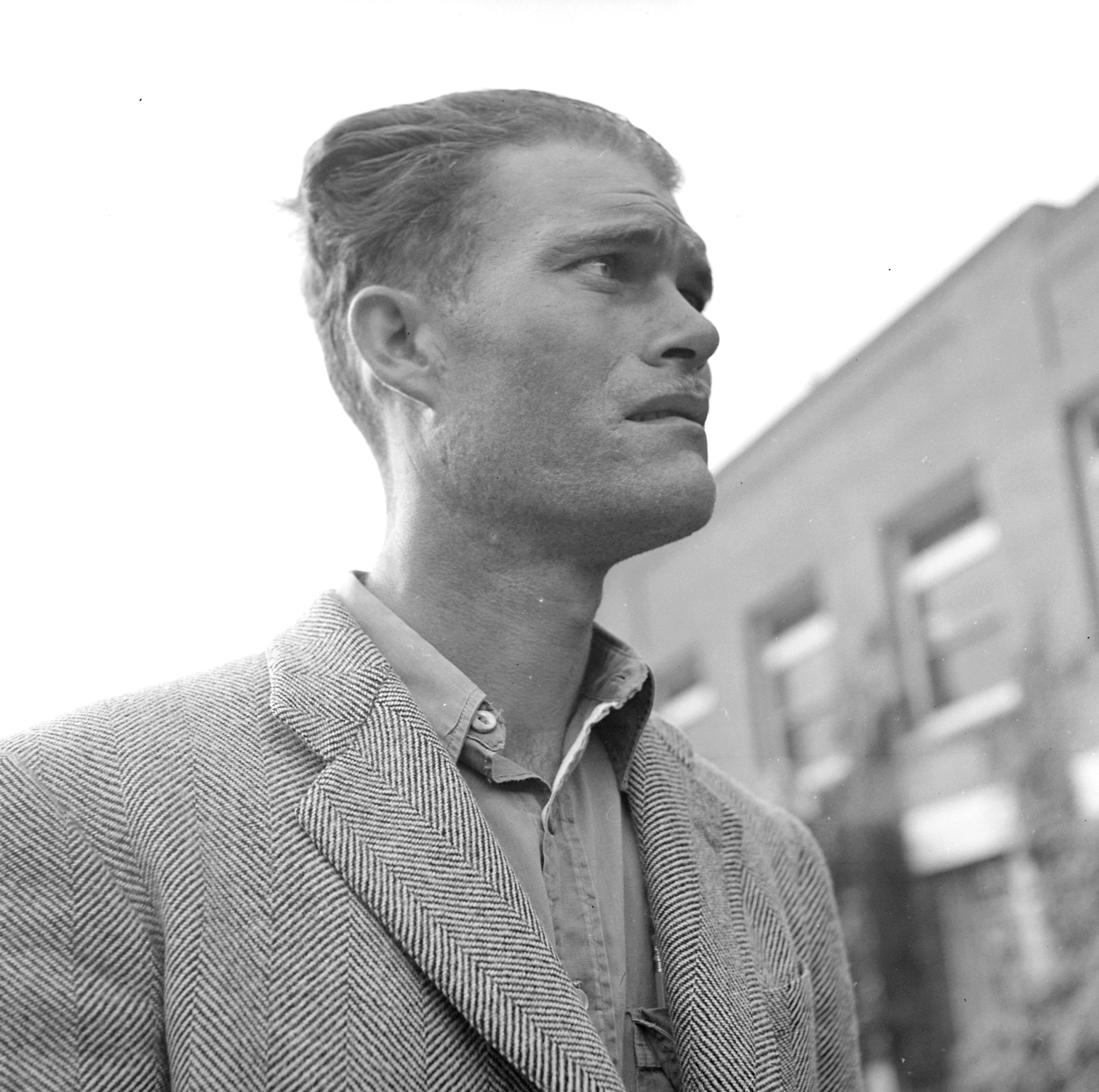

Connors se dio cuenta de que no conseguiría hacer una carrera importante con el deporte profesional, motivo por el que decidió hacerse actor. Casualmente jugaba al béisbol cerca de Hollywood, y fue descubierto por un director de reparto de la MGM, firmando un contrato para trabajar en la película de 1952 de Spencer Tracy y Katharine Hepburn Pat and Mike (La impetuosa). En 1953 actuó con Burt Lancaster, interpretando a un soldado rebelde en la película South Sea Woman. Connors intervino en la película de 1957  Old Yeller, en el papel de Mr. Sanderson. Ese mismo año actuó en The Hired Gun.
Aunque trabajó en el cine en largometrajes de éxito como Horizontes de grandeza y Cuando el destino nos alcance, ambos con Charlton Heston, Connors se hizo famoso gracias a su trabajo televisivo. Actuó en un episodio de 1954 de Aventuras de Superman titulado Flight to the North, en el que interpretaba a Sylvester J. Superman. Fue también escogido para actuar en un capítulo de la serie criminal City Detective, protagonizada por Rod Cameron, y en un segmento del drama de la CBS The Millionaire. En 1956 actuó junto a Regis Toomey en el episodio "The Nevada Nightingale", perteneciente a la producción de la NBC The Joseph Cotten Show. Además, fue George Aswell en el episodio rodado en 1960 "Trial by Fear" de la serie de la CBS The DuPont Show with June Allyson.
Consiguió el estrellato cuando fue elegido para interpretar a "Lucas McCain" en la serie televisiva western de la ABC The Rifleman (1958-1963), con Johnny Crawford como su hijo, Mark. Connors era un veterano de la guerra civil estadounidense, que usaba una carabina Winchester con un guardamonte agrandado (similar al utilizado por John Wayne en la película de 1969 True Grit) para servir a la justicia ayudando al Sheriff Michah Torrence, interpretado por Paul Fix. The Rifleman fue una creación de la productora de Dick Powell Four Star Television.
Posteriormente Connors protagonizó la serie de la NBC Branded (serie de televisión) (1965-1966) y en 1967-1968 la de la ABC Cowboy in Africa, junto al actor británico Ronald Howard y Tom Nardini. En 1973 y 1974 presentó una serie llamada Thrill Seekers. Tuvo, asimismo, un papel importante como propietario de esclavos en la producción de 1977 Raíces.
Connors también presentó varios episodios de Family Theater en la Mutual Radio Network. Esta serie tenía como fin promover la oración como paso en busca de la paz mundial y para el fortalecimiento de la familia, con el lema "La familia que reza unida permanece unida."
En 1983 Connors trabajó junto a Sam Elliott y Cybill Shepherd en la serie de la NBC The Yellow Rose. En 1985 fue artista invitado en la producción de la ABC Spenser, detective privado, con Robert Urich. En 1987 coprotagonizó la serie de FOX Werewolf. En 1988 participó como artista invitado en Paradise, protagonizada por Lee Horsley. 
En 1991 Connors fue admitido en el Western Performers Hall of Fame del National Cowboy & Western Heritage Museum en Oklahoma City.

### Vida personal
Connors apoyó al Partido Republicano de los Estados Unidos contribuyendo a las campañas presidenciales de Richard Nixon.
Connors fue presentado a Leonid Brézhnev, jefe de Estado de la Unión Soviética, en una reunión ofrecida por Nixon en la Western White House de San Clemente (California), en junio de 1973. Brezhnev vio a Connors entre los asistentes y fue a saludarle. El motivo era que The Rifleman era uno de los pocos programas estadounidenses que en aquella época era posible ver en la televisión rusa. Connors incluso viajó a la Unión Soviética en diciembre de 1973. En 1982 Connors expresó su deseo de acudir al funeral de Brezhnev, pero el gobierno estadounidense no le permitió formar parte de la delegación oficial.
Chuck Connors falleció en Los Ángeles, California, en 1992, a causa de una neumonía secundaria a un cáncer de pulmón. Fue enterrado en el Cementerio San Fernando Mission.

## Filmografía
- Pat and Mike (La impetuosa) (1952) ... como capitán de policía
- South Sea Woman (Huracán de emociones) (1953) ... como David White
- Good Morning, Miss Dove (La terrible Miss Dove) (1955) ... como William 'Bill' Holloway
- Old Yeller (Fiel amigo) (1957) ... como Burn Sanderson
- Designing Woman (1957)... como Johnny O
- Horizontes de grandeza (1958) .... como Buck Hannassey
- Geronimo (1962) ... como Gerónimo
- Move Over, Darling (Apártate, cariño) (1963) .... como Adam
- Flipper (1963) ... como el padre de Sandy
- Branded (serie de televisión) (1965-1966)
- Ride Beyond Vengeance (1966)...como Jonas
- Dark Shadows (1966)
- Cowboy in Africa (1967) ... como Jim Sinclair
- Mátalos y vuelve (1968) ... como Clyde
- Captain Nemo and the Underwater City ... como senador Robert Fraser
- Support Your Local Gunfighter (1971) ... como "Swiftie" Morgan (no acreditado)
- El desafío de Pancho Villa (1972) ... como coronel Wilcox
- The Horror at 37,000 Feet (1973) ... como capitán Ernie Slade
- Cuando el destino nos alcance (1973) ... como Tab Fielding
- The Mad Bomber (1973)  ... como William Dorn
- Dei Mari de Il Lupo (La leyenda del lobo del mar) (Italia, 1975) ... como Lobo Larsen
- Raíces (1977) ... como Tom Moore
- Tourist Trap (1979) ... como Mr. Slausen
- Airplane II: The Sequel (1982) ... como el sargento
- La revolución de las mariposas (1986) ... como el sr. Warren
- Sakura Killers (1987) ... como el coronel
- Werewolf (1987) ... como Janos Skorzeny
- Terror Squad (1987) ... como jefe Rawlings
- Once Upon A Texas Train (1988)
- Trained to Kill (1988)
- The Gambler Returns: Luck of the Draw (1991) ... como Lucas McCain
- Salmonberries (1991) ... como Bingo Chuck